# 武汉港
武汉港，位于长江中游，地处九省通衢的湖北省武汉市的内河港口，具有得中独厚，得水独优的地理优势。武港集团是以港口服务为依托，集装卸、贸易、仓储、配送等服务为一体，拥有较为完整的港口物流产业链的国家5A级物流企业，是全国28个主要港口之一，是湖北省也是长江中游最大的公用码头运营商。
武汉港务集团前身是武汉港务管理局，2002年由交通部下放武汉市，实现政企分开，组建武汉港口集团。2005年6月，由武汉市国资委与上海国际港务集团、上港集团物流有限公司三家合资组建成武汉港务集团有限公司，2011年3月增资扩股吸收新股东武汉新港建设投资开发集团有限公司。集团注册资本10.6亿元。
武汉港现辖七大港区，即金口重件港区，沌口汽车与油品港区，汉口旅游客运港区，青山矿石与钢材港区，阳逻集装箱港区，左岭危化品港区，花山集装箱港区。目前拥有港区面积174.26万平方米，库场面积88.5万平方米，生产泊位43个，水域岸线4678米，铁路专用线1公里，各类港口机械217台（套），港作船舶105艘。码头最大靠泊能力10000吨级，锚地一次系泊能力70万吨，设备最大起重能力500吨，集装箱吞吐能力185万标箱，货物吞吐能力5000万吨。主要从事集装箱、煤炭、钢铁、商品车、石油、危化品、矿石、建材、粮食、化肥、件杂货等各种货物的港口装卸、仓储、运输等综合服务；水上旅游服务；经济信息咨询服务；港口发展和关联项目投资。

## 客运情况
武汉港客运站地处汉口近代建筑群腹地，东接国家级风景区——汉口江滩，西邻江汉路商业步行街。占地面积6.3公顷，建筑面积3.4万平方米，是长江干线最大、最现代化的客运站之一；是武汉旅游集散中心三个服务大厅之一1950年代，武汉港客运站旅客候船室建成。1986年6月，武汉港客运发展达到巅峰状态，年送客人数达到286万人次，日发航班30次左右。同年新的武汉港客运大楼开工，1992年1月10日正式投入使用被誉为“亚洲第一港”的新武汉港，在短暂辉煌之后，客源迅速下滑。至1995年，长江客运比10年前下降124万人次。1995年5月8日，武汉港客运向旅游方向发展，仅保留少量几条航线。之后随着公路铁路的迅速发展，由于速度较慢，武汉港客运逐渐下滑。武汉港现有至宜昌三峡大坝的旅游客轮以及重庆、九江、南京、上海等地的不定期旅游航线。

## 图集

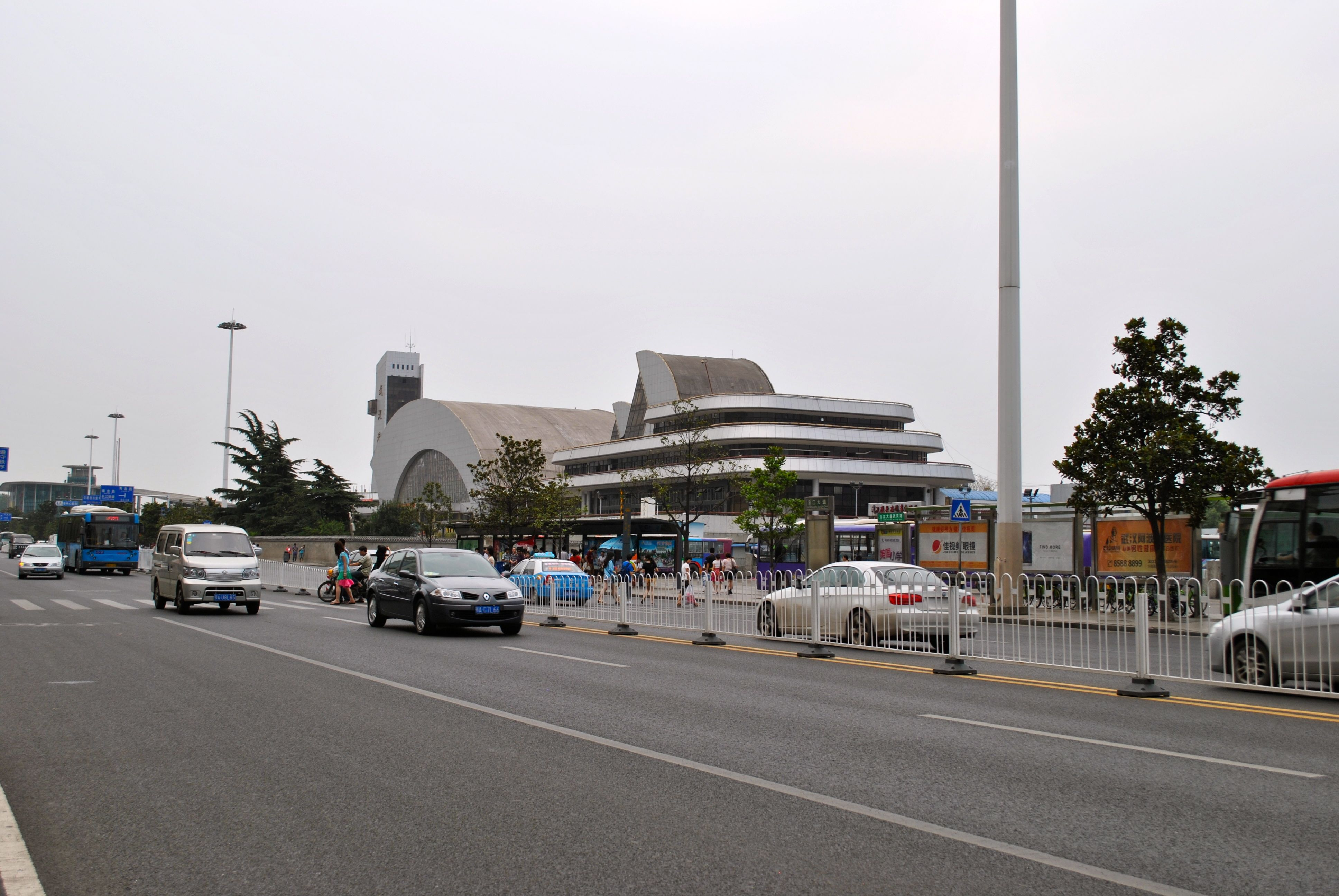
武汉港远观
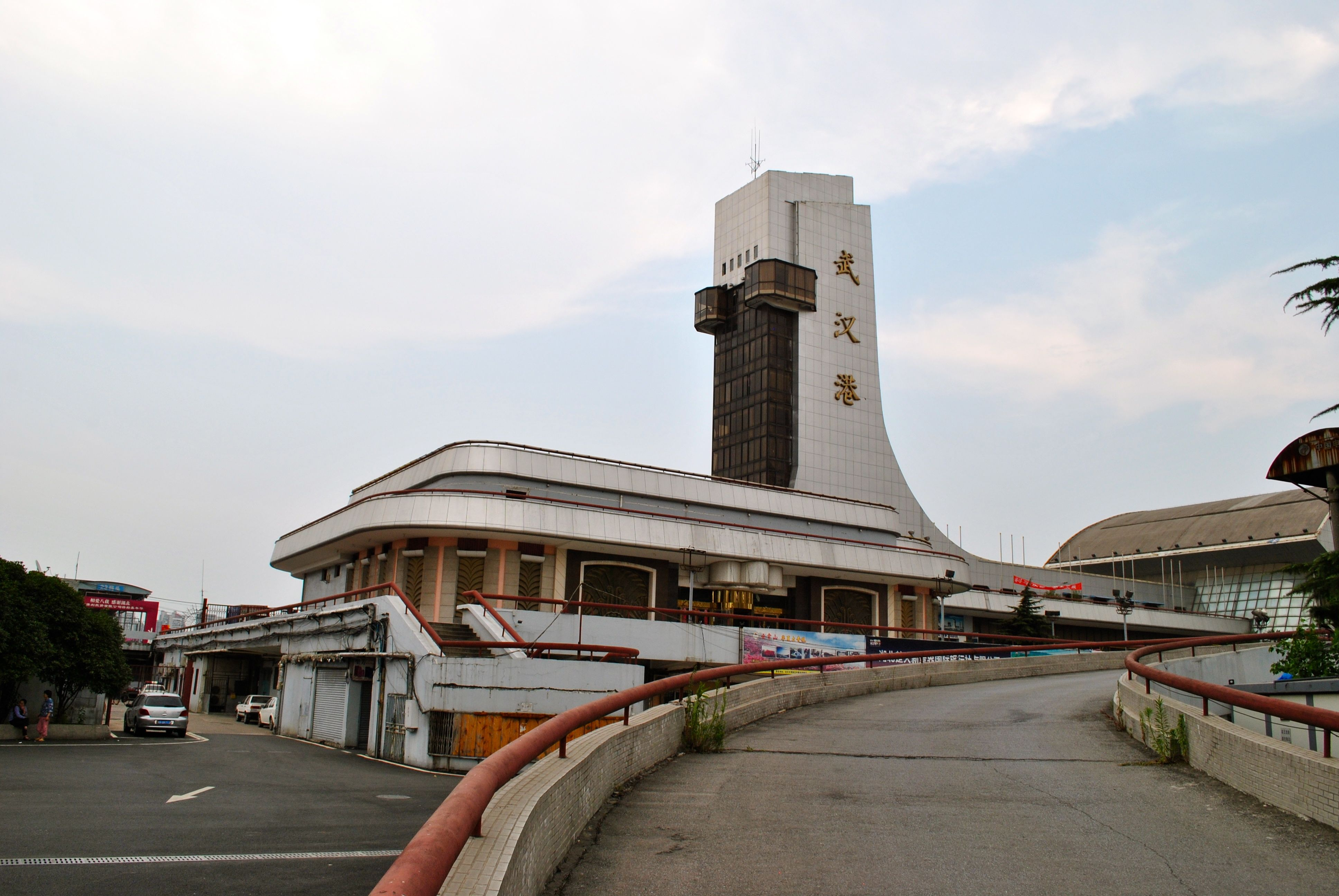
武汉港客运站